# Непобедимый (фильм, 2008)
«Непобеди́мый», также «Человек востока» — боевик российского режиссёра Олега Погодина, снятый по роману Фридриха Незнанского «Начало охоты, или Ловушка для Шеринга».
Теглайн: «Здесь каждый ведёт свою игру. Он просто делает свою работу.»
Фильм планировали снимать в Аргентине и Венесуэле, но в связи с неблагоприятной обстановкой в Латинской Америке съёмки были перенесены на Мальту, из-за чего был изменён сюжет — действие большей части фильма происходит на Мальте.

## Сюжет
Агент Службы внешней разведки России Егор Кремнёв (Владимир Епифанцев) проваливает операцию в Колумбии и понижается в звании. Вскоре его начальник Зубов из Центра снова вызывает его. Новой миссией Кремнёва является доставка проживающего на Мальте беглого и занимающегося нелегальным бизнесом секретаря олигарха Соркина — Михаила Шеринга (Сергей Астахов).
Егора доставляют на Мальту с группой агентов. Во время встречи с Шерингом наёмники Дорохова уничтожают весь отряд. Благодаря своим навыкам и пуленепробиваемому чемодану Егор выходит живым из схватки и добирается до Шеринга. Он везёт его в ресторан, где заставляет его поесть и после остригает ему волосы. 
Далее героям снова приходится столкнуться с наёмниками. Вскоре Шеринга чуть не убивает член преступного синдиката «Алые демоны». Кремнёв спасает его и пытается получить у него информацию о Дорохове, однако Михаил отказывается говорить, несмотря на то, что Егор ранит его выстрелом из пистолета в ногу. После этого герои вынуждены отправиться в отель. 
На следующий день их снова атакуют наёмники. Неожиданно на помощь Кремнёву и Шерингу приходит сотрудник Центра, присланная Зубовым — Надежда Орлова, одноклассница Шеринга. Им удаётся сбежать от наёмников, но те продолжают их преследовать. Наде и Михаилу удаётся спастись на катере, Егор задерживается. Кремнёву удаётся убить всех наёмников и попасть на катер к Надежде и Шерингу. Они доплывают до берега, где Кремнёв снова пытается добиться от Шеринга признания. Он имитирует смерть Надежды, однако Михаил всё равно не раскрывает Егору нужной информации.
Раненый в ногу Шеринг нуждается в лекарствах. Группа решает заехать в аптеку, так как аптечка Кремнёва опустела. На аптеку, в которую идёт Надя, нападают вооружённые наркоманы, которые берут в заложники всех посетителей, в том числе и Надю (Кремнёв и Шеринг остались в машине). Агенту Орловой удаётся перебить всех бандитов. В этот момент в аптеку врывается Егор с пистолетом, но видит трупы наркоманов и понимает, что Надя справилась без него.
Егор, Шеринг и Надя прибывают в местный хостел. Там Шерингу удаётся переманить Орлову на свою сторону. Она приходит к Кремнёву в душ и усыпляет его. Наутро проснувшийся Егор обнаруживает пропажу Шеринга и понимает, что Надя обманула его. Он угоняет автомобиль и едет в предполагаемое место, где находятся Шеринг и Надя — банк, в котором работает Дорохов. Тем временем Надя доставляет Шеринга в банк, однако её отказываются пропускать. Михаилу удаётся уговорить её подождать его на выходе, а сам он идёт на встречу с олигархом. Надя направляется к своей машине, однако там её встречает и связывает разозлённый Кремнёв. 
Егор направляется в банк и прячется за стенкой, но охрана Дорохова замечает его и открывает по нему огонь. В ходе завязавшейся схватки все наёмники погибают от рук Кремнёва. Затем появляется освободившаяся Надежда и её ловит один из наёмников, который угрожает убить её. Егор отказывается бросать оружие, девушка самостоятельно освобождается и убивает наёмника. Дорохов погибает от пули Нади, но успевает ранить её саму. Кремнёв выносит её на руках из банка на улицу, где находятся полиция и скорая помощь. Шеринга увозят неизвестные.
Тем временем в Москве босс Кремнёва Зубов (который оказался на стороне олигарха) оглушает генерала СВР Лямина, который прослушивал переговоры Зубова с Дороховым. Зубов вывозит его в уединённое место за город и пытает генерала. Тот отказывается сотрудничать со злодеем, однако в этот момент появляется начальник управления спецопераций СВР Владимир Рокотов и вместе с остальными агентами арестовывает Зубова. Кремнёв возвращается в Россию.
Проходит год. Рокотов вызывает Кремнёва в управление и показывает ему изуродованный труп якобы Шеринга, который обнаружен спецслужбам. Егор не находит на ноге трупа шрам от пулевого ранения, и говорит Рокотову, что это не Шеринг. Вскоре Егор получает письмо от Надежды, которая просит его о встрече в ресторане перед её отлётом на задание в Марсель. Однако в ресторане Егор обнаруживает живого, но изменившего внешность Шеринга с охраной. Он рассказывает Кремнёву, что специально использовал Надежду, и благодарит его за то, что тот спас его на Мальте. Шеринг отдаёт ему документы на оформленный им особняк для Егора в знак благодарности. После этого Михаил говорит Егору, что пора вернуть долг. Когда Егор спрашивает про долг, один из охранников Шеринга простреливает ему ногу — также как Кремнёв Шерингу на Мальте. Шеринг вместе с охраной уходит из ресторана, в этот момент появляется Надежда и видит лежащего на полу и кричащего от  боли Егора.
Егор просыпается в особняке, который подарил ему Шеринг. Егор поджигает особняк и уходит обратно на службу.

## В ролях
- Владимир Епифанцев — Егор Иванович Кремнёв, специальный агент СВР
- Сергей Астахов — Михаил Шеринг
- Ольга Фадеева — Надежда Орлова
- Юрий Соломин — генерал-лейтенант Владимир Тимофеевич Рокотов, начальник управления спецопераций СВР
- Владимир Стеклов — генерал Лямин
- Олег Вавилов — генерал Зубов, начальник Кремнёва
- Сергей Векслер — полковник Уколов
- Владимир Турчинский —  Игорь Петрович Солодов
- Тагир Рахимов — полковник Козырев
- Александр Хованский — Борис Гехт
- Кит Маллет — Рауль
- Игорь Якимов — человек со шрамом
- Дмитрий Добужинский — Пёстренький
- Александр Дрожжин — Старший, группа захвата
- Александр Лырчиков — Маленький, из группы захвата

## Съёмки
Фильм задумывался режиссёром Олегом Погодиным как продолжение снятого им мини-сериала «Родина ждёт», но из-за проблем с финансированием было решёно снять полнометражный фильм с названием «Человек востока», которое потом сменилось на «Непобедимый».

## Версии
Существует 2 версии фильма: театральная и телевизионная, существенно различающиеся по хронометражу (телевизионная версия имеет продолжительность 202 минуты, театральная — 111 минут).

## Рецензии
Временами режиссёра Погодина  («Родина ждёт») сильно подводят телевизионные привычки: попытки забежать на джеймс-бондовскую территорию с паркуром по крышам и гонками на катерах выглядят бедновато; история (более-менее позаимствованная из «Успеть до полуночи» с Де Ниро и Чарлзом Гродином) разваливается на характерные получасовые блоки; минут пятнадцать кабинетных сцен, в которых артисты старшего поколения растерянно держат телефонные трубки, гораздо лучше смотрелись бы в корзине. Но зато — не факт, впрочем, что с этим согласится известный узник читинского СИЗО, — Погодин замечательно угадал жанр истории. Конфликт отечественных властей с отечественным крупным бизнесом принято драматизировать — и тут либеральный «Олигарх» мало отличается от какого-нибудь «Личного номера». Но есть серьёзное подозрение, что реальные взаимоотношения олигархов-западников и чекистов-ястребов — это как раз, как у Погодина: пусть и жестокая, но в первую очередь всё-таки комедия.
```
— пишет 
Роман Волобуев
 в журнале «
Афиша
»
[
2
]
```

## Сборы
Фильм провалился в прокате, даже не окупив бюджет: в первую неделю сборы составили 760 737 долларов, всего $1 569 400 при бюджете в $6 млн. 
В кинотеатрах фильм демонстрировался в количестве 501 копия, его посмотрели более 278 тысяч человек.

## Дополнительная информация
- Оружием главного героя Егора Кремнёва на протяжении всего фильма является Walther P99.